# La Madrid (Tucumán)
La Madrid es una localidad argentina, ubicada al sudeste de la provincia de Tucumán en el Departamento Graneros. Su origen se vincula al desarrollo espontáneo generado por la expansión del Ferrocarril Central Norte Argentino en la segunda mitad del siglo XIX. Aunque algunos estudios sugieren una conexión con el traslado del paraje histórico El Bañado (ubicado 3 km al noreste), análisis documentales confirman que su consolidación como núcleo urbano coincidió con el tendido de las vías férreas. 

## Historia
Si bien tradiciones vinculan los orígenes de La Madrid al traslado de El Bañado, un análisis detallado de los documentos históricos revela que el verdadero impulso fundacional provino del desarrollo ferroviario en la provincia. La construcción del Ferrocarril Central Norte, destinado a unir Córdoba con el norte argentino pasando por Tucumán, fue el motor que determinó la ubicación y surgimiento del pueblo.
Sin embargo, es crucial reconocer una historia previa a la fundación formal, ya que los eventos y circunstancias que rodearon la conformación del trazado urbano tuvieron un impacto profundo en lo que hoy es La Madrid.

### La época pre fundacional
En la década de 1820, los primeros habitantes de la zona conocida como El Bañado fueron los Fernández, antepasados de figuras locales como don Ambrosio Fernández, abuelo de Hugo Fernández (recientemente fallecido) y Marcelino Fernández (actual vecino), e hijo de Juan Vicente Fernández.
Esta influencia fue tan marcada que el territorio comprendido entre las actuales vías férreas, Sol de Mayo, la estancia de los Savino al norte y el Boulevard Roca al sur, se denominaba la "Comunidad de los Fernández". Con el tiempo, esta franja se parceló con la llegada de nuevos pobladores, como la familia Flores (junto a las vías, hacia el este), Mercedes Gómez, Juan Suárez, Ramón Alderete, Juan Vicente Fernández, Juan Pablo Fernández (hermano de Juan Vicente), la familia Jerez, la familia Morán y otra familia Jerez
Aunque se desconoce el propietario original, se sabe que don Mercedes Gómez gestionaba el pago de impuestos en San Miguel de Tucumán.
Un gesto significativo fue la donación de Juan Vicente Fernández de un terreno frente a la iglesia para las procesiones en honor a Nuestra Señora del Monte Carmelo (Virgen del Carmen), patrona tanto de El Bañado como de La Madrid. Este lugar era conocido como "El limpio de El Bañado".

### El ferrocarril
Con el propósito de impulsar el comercio y la industria azucarera tucumana, y de integrar el noroeste del país, el estado nacional se propuso crear un ferrocarril que vincule San Miguel de Tucumán con Córdoba.
El 30 de octubre de 1876, a las 10:53 horas, el tren inaugural —procedente de Córdoba (salida: 29/10, 7:30 hs)— cruzó la estación rumbo a Tucumán.
La estación de ferrocarril fue declarada Bien Cultural de Tucumán  mediante Ley Nº 7535. Tiene 70 m de longitud y 40 m de fondo, con galería frontal de 70 m × 4 m. Su estructura es una combinación de madera, chapa y mampostería, de estilo colonial inglés.

### Primeros signos de urbanización
Con el pueblo consolidándose, la visión del Dr. Figueroa (abogado en San Miguel de Tucumán) lo llevó a adquirir una estratégica franja de tierra entre el río Marapa (sur), arroyo El Chileno (norte), calle Presidente Perón (oeste) y 25 de Mayo (este), paralela a las vías. Al ser las primeras tierras escrituradas, se vendieron rápidamente a pioneros como un ciudadano Córdoba (esquina Presidente Perón y Boulevard Roca), Juan Vicente Fernández, Salvador Estequín y Lorenzo Fernández.

## Población
Cuenta con 2841 habitantes (Indec, 2010), lo que representa un incremento del 15% frente a los 2,654 habitantes (Indec, 2001) del censo anterior.
| Gráfica de evolución demográfica de Lamadrid entre 1960 y 2010 |
|                                                                |
| Fuentes: INDEC                                                 |

## Toponimia
Debe su nombre a Gregorio Aráoz de Lamadrid, militar tucumano y líder del partido unitario. A diferencia del apellido de quien le dio nombre, el nombre del pueblo se escribe separado (La Madrid).

## Municipio
El ejido municipal limita al norte con la localidad de Monteagudo, al sur con Taco Ralo, al noroeste con la ciudad de Graneros, al suroeste con el paraje de Los Sauces y al noreste con los últimos vestigios de El Bañado, y el paraje de Las Lomitas, y al sureste con Las Ánimas, La Esperanza, Barrancas, la cola del Dique El Frontal y demás parajes que se extienden hasta la zona de Árboles Grandes. Aproximadamente cuenta con una superficie de 569.5 kilómetros cuadrados. 
Abarca las siguientes poblaciones y parajes: Amumpa, Árbol Blanco, Árboles Grandes, Barrancas, Carril Pozo, Chañar Pozo, Chañaritos, Dos Pozos, El Bañado, El Espinal, El Mojón, El Moye, El Rodeo, Estancia El Oasis, Estancia Soria, La Barranca, La Cañada, La Costa, La Esperanza, La Esquina, La Loma, La Lomita, Laguna Larga, Las Animas, Las Lomitas, Las Parritas, Las Zanjitas, Los Albornoz, Los Cercos, Los Chañaritos, Los Córdoba, Los Galván (o Puesto Los Galván), Los Hornitos, Los Jerez, Los Ranchillos, Los Puestos, Los Ruiz, Los Saracho, Los Sauces, Ojo de Agua, Palampa, Palo Seco, Pampa Mayo, Pampa Rosa, Paso de la Tala, Paso de Roldán (o Paso Los Roldán), Paso El Mistol (o El Mistol), Paso Grande, Pirhuas, Paso de la Orilla, Pozo Grande, Puesto El Belén, Puesto Viejo (o Embalse Río Hondo), Río Hondo, Saracho, Sol de Mayo, Tala Caída, Tala Vizcarra, Tres Pozos, Villa Pugio, Vuelta La Barranca, Yana Mayo y Yasi Mayo.